# Indische loopeend

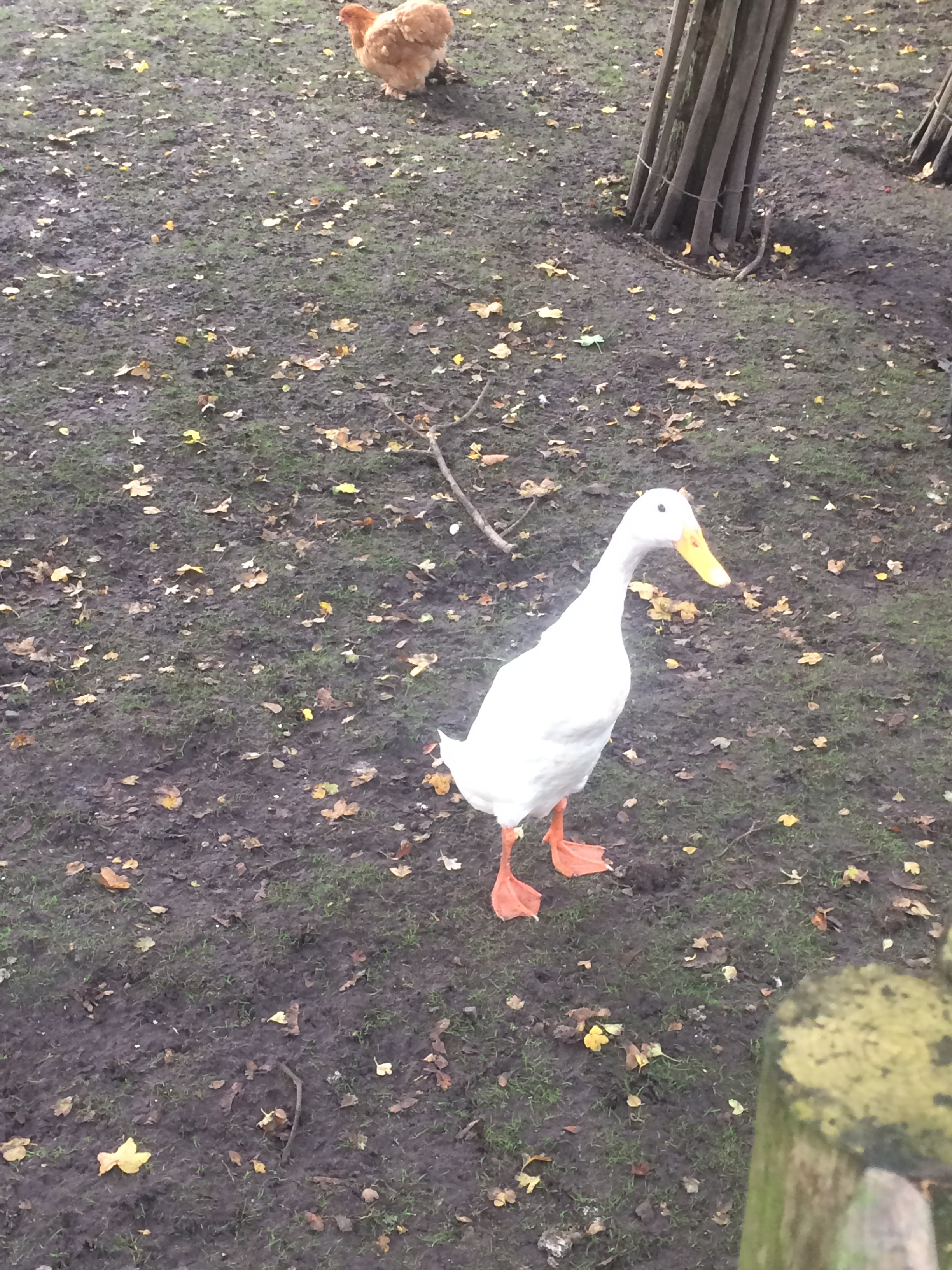
Indische loopeend

De Indische loopeend, ook wel flesseneend, is een ras dat ontstaan is uit de wilde eend (Anas platyrhynchos). Oorspronkelijk komt de Indische loopeend uit Indonesië (Java, Lombok en Bali) en is daar gedomesticeerd. Deze eenden werden rond 1850 naar Europa en Amerika meegenomen.
De eenden worden gehouden voor het vlees en de eieren.

## Bijzonderheden
Loopeenden staan bekend om hun bijzonder hoge leg, zo'n 150 tot 200 eieren per jaar, soms zelfs meer. De eieren worden gelegd op de meest uiteenlopende plekken, ze maken geen nesten maar leggen eieren in een ondiep gat met veren. Alleen de vrouwtjes kwaken, mannetjes maken een schor zacht geluid. Het verschil in geluid ontstaat doordat de stembanden van mannen en vrouwen verschillen. Bij de mannelijke stembanden vormt zich een soort blaas waardoor het (luid) kwaken onmogelijk is.  De vrouwtjes eend kan een zeer luide kwaak produceren. 

## Uiterlijk
Kenmerkend is onder meer dat ze niet vliegen maar hoog opgericht rondlopen, ze kunnen wel kortstondig een meter hoog fladderen. De Indische loopeend kan wel enorm snel rennen vandaar dat ze in de Engelse taal Indian runnerduck genoemd worden. De rompbouw is flesvormig en heeft weinig borst. Vrouwtjes worden ongeveer 50 cm lang en mannetjes tot 66 cm, gemeten van kruin tot staart. Ze wegen tussen de 1,4 en 2,3 kilogram. De kleur van het verenkleed varieert van bont, wit tot zwart. Mannetjes zijn te herkennen aan een kleine krul in de staart. Vrouwtjes hebben deze niet. Tijdens de rui kan de staartkrul ook tijdelijk verdwijnen.

## Voedsel
Alhoewel ze graag foerageren in slootjes of vijvers, lopen ze het liefst in grasland op zoek naar wormen en slakken. Ook vangen ze zelfs vliegen, kikkers, salamanders en kleine muizen. Gras, fruit en bladgroenten worden ook graag gegeten. De vrouwtjes eten ook schelpengrind of kippengrit vanwege de behoefte aan kalk voor hun eieren. Mannen eten geen grit. Er dient altijd voldoende water beschikbaar te zijn om het voedsel mee weg te spoelen, een Indische loopeend spoelt de snavel en ogen met grote regelmaat. 

## Ferdinand
Ferdinand uit de film Babe is een Indische loopeend.